# Marcel Carné
Marcel Carné, född 18 augusti 1906 i Paris, död 31 oktober 1996 i Clamart, Hauts-de-Seine, var en fransk filmregissör. Under framför allt 1930-talet regisserade han flera viktiga bidrag till den poetiska realismen inom fransk film.
Marcel Carné började sin filmbana som assistent åt Jacques Feyder. När han fyllt 25 regisserade han 1936 sin första film Jenny – en kvinna i Paris. Tack vare samarbetet med författaren Jacques Prévert, scenografen Alexandre Trauner, kompositören Maurice Jaubert och skådespelaren Jean Gabin blev Carné en av de stora franska regissörerna inom den poetiska realismen, med filmer som Hotel du Nord (1938), Dimmornas kaj (1938) och Dagen gryr (1939). Under Nazitysklands ockupation av Paris gjorde han Paradisets barn (1944), som bland annat skildrar 1840-talets teaterliv i Paris. 

## Filmografi i urval
- 1936 – Jenny – en kvinna i Paris
- 1937 – Det perfekta brottet
- 1938 – Dimmornas kaj
- 1938 – Hotel du Nord
- 1939 – Dagen gryr
- 1942 – Nattens gäster
- 1945 – Paradisets barn
- 1946 – Nattens portar
- 1947 – La Fleur de l'âge
- 1950 – Hamnkrog
- 1951 – Juliette
- 1953 – Brottslig kärlek
- 1954 – L'Air de Paris
- 1956 – Le Pays d'où je viens
- 1958 – Storstadsungdom
- 1960 – Storstadens träsk
- 1963 – Du mouron pour les petits oiseaux
- 1965 – Trois chambres à Manhattan
- 1968 – De unga vargarna